# Oskar Günther (Instrumentenbauer)
Oskar Günther (* 25. Mai 1863 in Berlin; † 26. März 1933 in Braunschweig) war ein deutscher Instrumentenbauer.

## Biografie
Oskar Günther war Sohn eines Telegrafisten. Bei dem Berliner Unternehmen „Carl Bamberg“ absolvierte er eine Lehre als Feinmechaniker und spezialisierte sich auf die Fertigung von Theodoliten. Auf Betreiben des Professors für Geodäsie Carl Koppe ging Günther im Frühjahr 1889 als Präzisionsmechaniker bei der Technischen Hochschule Braunschweig in Anstellung. Aus der Zusammenarbeit Koppe-Günther entstand dann ein Theodolit, der einen Meilenstein in der geodätischen Fotogrammetrie markierte. Das Instrument wurde auf der Weltausstellung Paris 1900 präsentiert und erhielt eine Auszeichnung mit der Silbermedaille.
Ein Jahr nachdem Oskar Günther in Braunschweig seine Arbeit aufgenommen hatte, machte er sich mit einer „Werkstatt für Praecisions-Mechanik“ selbstständig. Neben Instrumenten für das Vermessungswesen gehörten auch Schraffier-Maschinen für Xylografen zu seinem Fertigungsprogramm. Exklusiv fertigte er einen von dem Braunschweiger Mathematiklehrer Karl Hildebrandt entwickelten Kegelschnitt-Zirkel. Günther fertigte 1892 spezielle Instrumente für Fridtjof Nansens Polar-Expedition mit der Fram von 1893 bis 1896.

## Günther & Tegetmeyer oHG
Um 1900 zeichnete sich für den Instrumentenbau eine neue Sparte ab. Wissenschaftler und Forschungsinstitute orderten zunehmend Geräte, die für den Einsatz auf dem Gebiet der Radioaktivität vorgesehen waren. Oskar Günther holte sich mit Otto Tegetmeyer einen qualifizierten Mitarbeiter in die Werkstatt.
Nachdem Tegetmeyer seine Meisterprüfung abgelegt hatte, unterzeichneten beide am 1. April 1901 einen Gesellschaftervertrag, mit dem sie die „Günther & Tegetmeyer oHG – Werkstatt für wissenschaftliche und technische Praecisions-Instrumente“ gründeten.
Der wissenschaftliche Apparatebau, insbesondere die Fertigung von Elektrometern verschiedenster Bauarten, entwickelte sich gut. Man stellte zusätzliche Mitarbeiter ein und vergrößerte die Fabrikationsstätten. „Günther & Tegetmeyer“ war bis zu den 1920er Jahren zu einem renommierten und den Markt im Apparatebau für kernphysikalische Messungen beherrschenden Unternehmen herangewachsen.
Von ihm gefertigte Messgeräte begleiteten Polarexpeditionen und waren an geodätischen Meisterleistungen beteiligt. In der von ihm mitbegründeten Werkstatt für wissenschaftlichen Instrumentenbau Günther & Tegetmeyer wurden Apparate gefertigt, die bei der Erforschung der atmosphärischen Elektrizität, auf dem Gebiet der lichtelektrischen Fotometrie und für Forschungen zur Radioaktivität unverzichtbar waren.